# DJ Arafat
DJ Arafat, pseudonimo di Ange Didier Houon (Yopougon, 26 gennaio 1986 – Abidjan, 12 agosto 2019), è stato un disc jockey ivoriano.

## Biografia
È stato candidato per la prima volta agli MTV Africa Music Awards nel 2010, edizione in cui si è conteso il premio di miglior artista francofono. Cinque anni più tardi ha ricevuto la nomination per l'MTV Europe Music Award al miglior artista africano, nonché il suo primo MTV MAMA.
Nel corso della sua carriera ha pubblicato sei album in studio, tra cui Renaissance, uscito sotto l'Universal Music Africa. Il 12 agosto 2019 è morto in un incidente stradale, ad Abidjan.

## Discografia

### Album in studio
- 2005 – Femmes
- 2010 – Gladiator
- 2012 – Commandant zabra
- 2012 – Kpankaka
- 2023 – Chébéler
- 2018 – Renaissance

### Mixtape
- 2017 – Yorogang

### Singoli
- 2011 – Atalaku
- 2013 – Chébéler
- 2016 – Tempire (feat. Petit Denis)
- 2017 – Enfant béni
- 2017 – Faut chercher pour toi
- 2018 – Dosabado
- 2018 – Pandou koule
- 2019 – Lékilé
- 2019 – Moto moto
- 2019 – Maman
- 2020 – Kong
- 2021 – Peter les plombs
- 2022 – Tous des traîtres (feat. Ali Le Code & Abome Lelefant)
- 2022 – Dangereux
- 2022 – Ça bouai
- 2023 – Coupé décalé SuperSonic (con David Tayorault)
- 2023 – Là-bas (con DJéwill)
- 2023 – Kpadoompo